# Шайло Фернандес
Шайло Томас Фернандес (англ. Shiloh Thomas Fernandez; нар. 26 лютого 1985 року, Юкайа, Каліфорнія, США) — американський актор, а також модель. Найбільш відомий роллю Пітера у фільмі «Червона шапочка» та Оллі у фільмі «128 ударів серця».

## Кар'єра
Після закінчення школи вступив до університету Боулдері в штаті Колорадо, але згодом залишив його та вирушив до Лос-Анджелеса, щоб стати актором. Починав свою кар'єру з епізодів у телесеріалах.
У 2008 році Шайло Фернандес претендував на роль Едварда Каллена у фільмі «Сутінки».

## Фільмографія
| Рік       | Фільм                       | Оригінальна назва фільму   | Персонаж          |
| --------- | --------------------------- | -------------------------- | ----------------- |
| 2005      | «Даремно»                   | Wasted                     | Кайл              |
| 2006      | «Мертва справа»             | Cold Case                  | Валентино         |
| 2006—2007 | «Єрихон»                    | Jericho                    | Шон Генторн       |
| 2007      | «Місце злочину: Нью-Йорк»   | CSI: NY                    | Джейк Фервік      |
| 2008      | «Кадилак Рекордс»           | Cadillac Records           | Філ Чес           |
| 2008      | «Мертв'ячка»                | Deadgirl                   | Ріккі             |
| 2008      | «Нічні сади»                | Gardens of the Night       | Купер             |
| 2009      | «Така різна Тара»           | United States of Tara      | Бенджамін Ламберт |
| 2009      | «Пліткарка»                 | Gossip Girl                | Оуен Кампос       |
| 2010      | «Скейтленд»                 | Skateland                  | Річі Вілер        |
| 2010      | «Щастя, що вислизає»        | Happiness Runs             | Джейк             |
| 2011      | «Червона шапочка»           | Red Riding Hood            | Пітер             |
| 2012      | «Схід»                      | The East                   | Лука              |
| 2012      | «Сироп»                     | Syrup                      | Скет              |
| 2013      | «Зловісні мерці»            | The Evil Dead              | Девід             |
| 2013      | «Глибокий сніг»             | Deep Powder                | Денні             |
| 2013      | «Білий птах в заметілі»     | White Bird in a Blizzard   | Філ Гіллман       |
| 2015      | «Повернути відправнику»     | Return to Sender           | Вільям Фінн       |
| 2015      | «128 ударів серця»          | We Are Your Friends        | Оллі              |
| 2016      | «Довга ніч, короткий ранок» | Long Nights Short Mornings | Джеймс            |
| 2016      | «Віддалена місцевість»      | Edge of Winter             | Річард            |
| 2016      | «Вода, що падає»            | Falling Wate               | Левон             |
| 2017      | «Циганка»                   | Gypsy                      | Том Девінс        |
| 2019      | «Гра з вогнем»              | Burn                       | Перрі             |
| 2019      | «Ейфорія»                   | Euphoria                   | Тревор            |
| 2021      | «Торт зі смаком помсти»     | The Birthday Cake          | Джіо              |
| 2022      | «Великий золотий злиток»    | Big Gold Brick             | Рой               |
| 2023      | «Відгуки минулого»          | The Old Way                | Бутс              |